# Bosna
El Bosna (en cirílico: Босна) es un río de Bosnia y Herzegovina de 271 km de largo, considerado uno de los tres principales ríos internos, junto con el Neretva y el Vrbas. Durante el Imperio romano a veces fue llamado Bosona, y se cree que este es probablemente el origen ilírico del nombre Bosna.

## Curso y afluentes

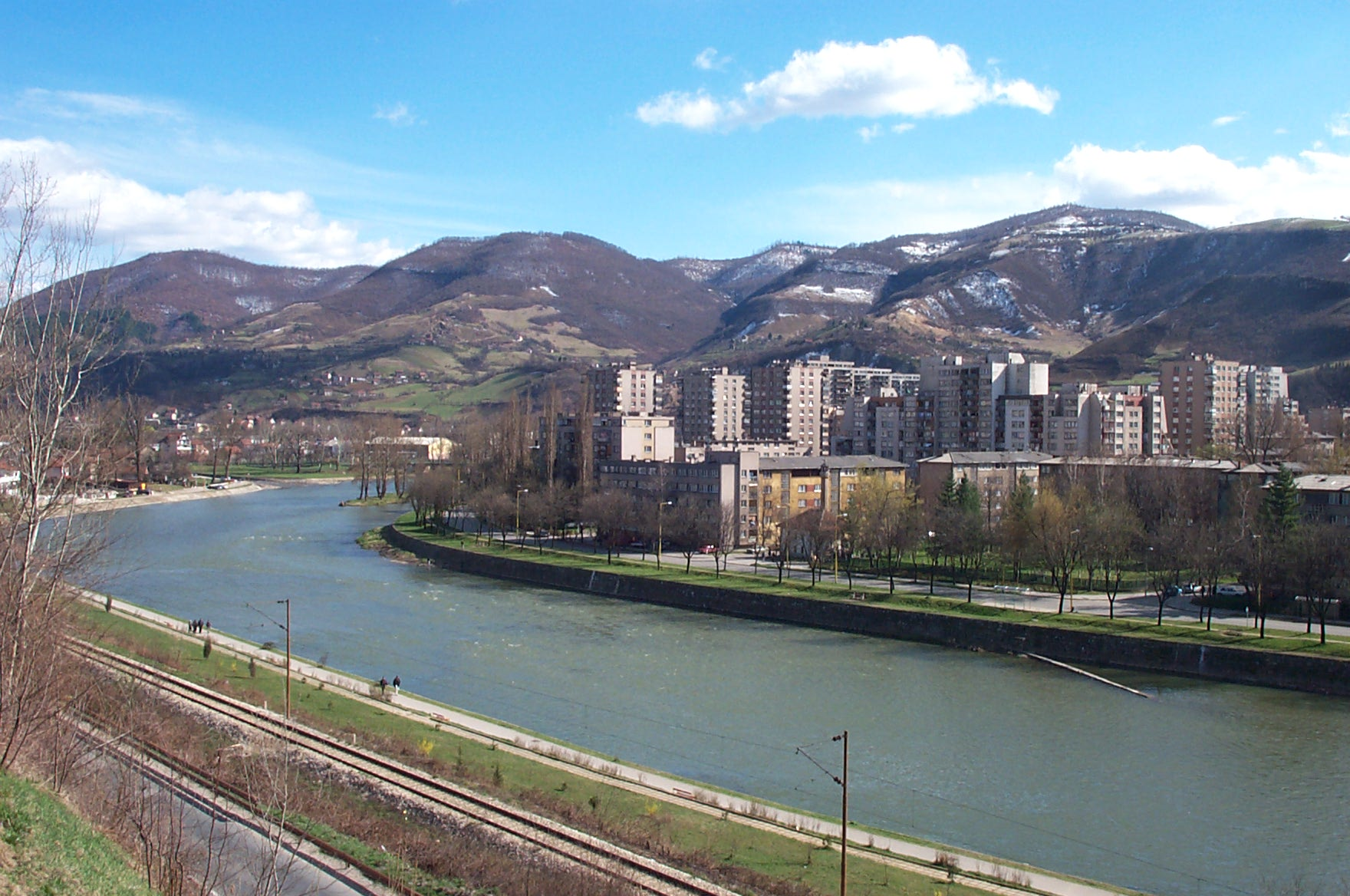
El Bosna, a su paso por la ciudad de Zenica.

El río Bosna también constituye el valle del Bosna, el principal centro industrial del país y donde viven cerca de un millón de personas, así como la ubicación de varias de las principales ciudades. Sus principales afluentes son el Željeznica, el Miljacka, el Fojnica, el Lašva, el Gostović, el Krivaja, el Usora, y el Spreča.
Su origen se encuentra en el manantial de Vrelo Bosne, al pie del Monte Igman, en las afueras de Sarajevo. Esta fuente constituye uno de los principales monumentos históricos y naturales de Bosnia y Herzegovina. A partir de ahí, el Bosna fluye hacia el norte, a través del corazón de Bosnia, para convertirse en afluente por la derecha del Sava, en Bosanski Samac. 
A pesar de no atravesar ningún otro país, el Bosna fluye a través de una serie de cantones y regiones de Bosnia. Desde su punto de partida en el Cantón de Sarajevo, también fluye a través del cantón de Zenica-Doboj, la región de Doboj, y el cantón de Posavina, en ese orden. 
En su camino al norte del río Bosna también pasa por las ciudades de Visoko, Zenica, Doboj, Modrica y Bosanski Samac.

## Aprovechamiento
En las proximidades de Zenica es aprovechado por varias centrales hidroeléctricas. Asimismo durante 2006, en un programa conjunto con instituciones españolas, se llevó a cabo el proyecto Apoyo a la recuperación del ecosistema del río Bosna y sus afluentes, con la construcción de dos centrales de control de calidad y cantidad de aguas, en Doboj y Sarajevo, así como la ampliación de sistemas de riego en Turkovici y Orasje. También dentro de este programa se desarrolló un importante proyecto de regadío en el Valle del Popovo.